# Shama de carpó blanc
El Shama de carpó blanc (Copsychus malabaricus; syn: Kittacincla malabarica) és una espècie d'ocell de la família dels muscicàpids (Muscicapidae) És nativa d'hàbitats amb densa vegetació al subcontinent indi i al sud-est d'Àsia. El seu estat de conservació es considera de risc mínim.
La seva popularitat com a ocell de gàbia i el seu cant han portat a la seva introducció a altres indrets.
A la Classificació del Congrés Ornitològic Internacional (versió 11.2, 2021) se'l considera al gènere Copsychus. Tanmateix, el Handook of the Birds of the World i la quarta versió de la BirdLife International Checklist of the birds of the world (desembre 2019) se'l classifica dins del gènere Kittacincla (K. malabarica), juntament amb altres cinc espècies de shamas.